# Agetocera deformicornis
Agetocera deformicornis es un coleóptero de la familia Chrysomelidae. Fue descrita en 1927 por Laboissiere.